# Xantusia bezyi
Xantusia bezyi (нічна ящірка Безі) — вид сцинкоподібних ящірок родини нічних ящірок (Xantusiidae). Ендемік США.

## Опис
Довжина нічної ящірки Безі (без врахування хвоста) становить 38-70 мм. Забарвлення переважно сіро-коричнева або жовтувато-коричнева, спина поцяткована дрібними темними плямками. Голова сплющена, зіниці вертикальні.

## Поширення і екологія
Нічні ящірки Безі мешкають в центральній Аризоні, на схід від Фінікса. Вони живуть серед пустельних високогір'їв і в соснових лісах, в тріщинах серед гранітних скель. Живляться комахами і павуками. Яйцеживородні.